# Kaple Panny Marie Pomocné (Kostomlaty pod Milešovkou)
Poutní kaple Panny Marie Pomocné v Kostomlatech pod Milešovkou zvaná „U studánky“ s obrazem Panny Marie Pomocné na plátně. Nachází se na východním konci obce v parku současně s pomníkem padlých z I. světové války. Za oltářem kaple vyvěrá pramen s vodou u níž byly objeveny léčivé účinky a který byl sveden do volně přístupné kamenné stavby poblíž kaple.

## Vznik poutního místa

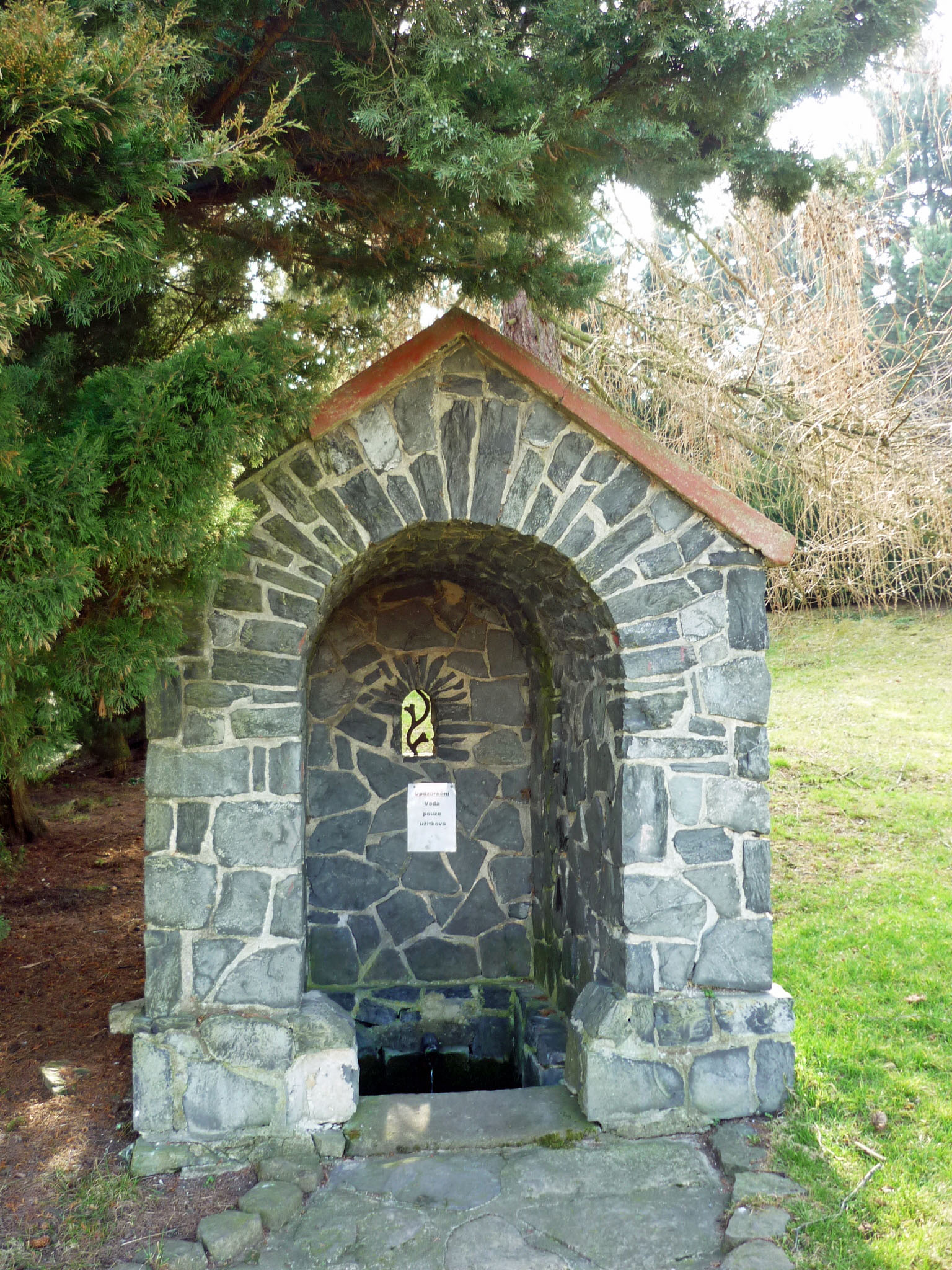
Studánka do které byl sveden léčivý pramen u kostomlatské mariánské kapličky

Poutní místo zasvěcené Panně Marii Pomocné vzniklo ve 2. čtvrtině 18. století poblíž studánky, jejíž voda byla velmi osvěžující. Na počátku 18. století byla studánka vyzděna a dostala i ochrannou střechu. V roce 1734 byl těžce nemocný kostomlatský panský sládek Kryštof (Christoph) Habel. Na jeho onemocnění nezabíraly žádné tehdejší léky. Byl velkým mariánským ctitelem. Na základě této úcty si proto opatřil obraz s výjevem Panny Marie Pomocné s Ježíškem, který namaloval na plátno truhlář v Mošnově Martin Patzelt. Při jedné z modliteb před tímto obrazem pocítil nemocí těžce sklíčený Habel silné vnitřní vnuknutí, které mu radilo, aby se odebral ke studánce a tam se z pramene napil a omyl. Když učinil co mu bylo vnuknuto, okamžitě se uzdravil. Po tomto svém prožitku z vděčnosti pověsil zmiňovaný obraz nad studánku k veřejné úctě. Denně pak ke studánce přicházel. Posléze se zde uzdravila i jeho matka, která však nevěřila, že byl nadpřirozeně uzdraven. V té době se již zprávy o jeho uzdravení rozkřikly a studánka se stala cílem četných poutníků. Došlo k mnoha dalším uzdravením a to vše vedlo ke zrodu poutního místa litoměřické diecéze.

## Stará kaple
Kolem studánky se začala v roce 1743 stavět kaple, která byla postavena v roce 1748. Dnes na tomto místě stojí pomník padlých z I. světové války. Tato kaple byla podstatně větší než je současná. Byla vybavena oratoří, sakristií a kůrem. V roce 1749 do ní byly instalovány varhany zhotovené chabařovickým varhanářem Standfussem. Kaple měla tři větší a čtyři menší okna, průčelí bylo ozdobeno třemi kamennými sochami sv. Vojtěcha, sv. Prokopa a Panny Marie s Ježíškem. Průčelí bylo završeno kovaným křížem. Jednoduchý oltář do kaple zhotovil v roce 1750 kostomlatský truhlář Schafranka. Tato „stará“ kaple byla vysvěcena 13. srpna 1750 poblíž svátku Nanebevzetí Panny Marie a obraz od Kryštofa Habela byl vsazen do oltáře. Podle záznamů do roku 1770 činil počet poutníků ročně až třicet tisíc. Poutní aktivita byla přerušena josefinskými reformami, které zakázaly procesí.

## Pojosefinské období
Když po josefinských reformách byla obnovena procesí, návštěvnost místa opět stoupala a v letech 1825–1826 byla postavena současná kaple. V 19. století počet poutníků stále stoupal. Četná procesí v té době mířila na dvě poutní místa: do Kostomlat pod Milešovkou a do Bohosudova. Velký podíl na poutích do Kostomlat měl bohosudovský jezuita P. Josef Dvořák, který byl v Kostomlatech také zázračně uzdraven. Následně přiváděl z Bohosudova do Kostomlat až do své smrti 18. února 1893 pravidelně procesí.
Na počátku 20. století sem putovalo ročně více než tři tisíce poutníků a svátosti přijímalo 500–600 osob. Hlavním svátkem byl 15. srpen den slavnosti Nanebevzetí Panny Marie.
Interiér kaple prochází po roce 2000 rekonstrukcí a není přístupný.